# Взрыв DC-8 над Барбадосом
Взрыв DC-8 над Бриджтауном — крупная авиационная катастрофа в результате теракта, произошедшая в среду 6 октября 1976 года. Авиалайнер Douglas DC-8-43 авиакомпании Cubana de Aviación выполнял плановый регулярный рейс CU455 по маршруту Джорджтаун—Порт-оф-Спейн—Бриджтаун—Кингстон—Гавана, но через 8 минут после вылета из Бриджтауна на его борту произошёл взрыв. Экипаж развернул самолёт для посадки в аэропорту Бриджтауна, но затем в хвосте самолёта произошёл второй взрыв, после которого лайнер перешёл в быстрое снижение и рухнул в Карибское море в 8 километрах от побережья. Погибли все находившиеся на его борту 73 человека — 48 пассажиров и 25 членов экипажа.
На 2020 год катастрофа рейса 455 остаётся крупнейшей авиакатастрофой в истории Барбадоса.
Причиной катастрофы стали две заложенные на самолёте бомбы. В ходе расследования была установлена причастность к терактам четверых кубинских эмигрантов-антикоммунистов. В 2005 году ЦРУ рассекретило документы, свидетельствующие о том, что у них (у ЦРУ) была информация о подготовке взрыва самолёта кубинскими эмигрантами, но для предотвращения теракта ничего не было сделано.

## Сведения о рейсе 455

### Самолёт
Douglas DC-8-43 (заводской номер 45611, серийный 127) был выпущен в январе 1961 года. 2 февраля того же года был передан авиакомпании Trans-Canada Air Lines, где он получил бортовой номер CF-TJI и лётный номер 809 (став 9-м по счёту Douglas DC-8 в её авиапарке). 1 июня 1964 года Trans-Canada Air Lines была преобразована в авиакомпанию Air Canada; 1 января 1974 года, в связи с перерегистрацией, его б/н сменился на C-FTJI. 28 февраля 1976 года был взят в лизинг авиакомпанией Cubana de Aviación, где получил бортовой номер CU-T1201. Оснащён четырьмя турбовентиляторными двигателями Rolls-Royce Conway 508-12.

### Экипаж и пассажиры
Состав экипажа рейса CU455 был таким:
- Командир воздушного судна (КВС) — 36-летний Вильфредо Перес Перес (исп. Wilfredo Pérez Pérez).
- Второй пилот — 47-летний Мигель Эспиноса Кабрера (исп. Miguel Espinosa Cabrera).
- Бортинженер — 40-летний Эрнесто Мачин Гусман (исп. Ernesto Machín Guzmán).

В салоне самолёта работали 10 бортпроводников:
- Рамон Дж. Фернандис Лефебр (исп. Ramón J. Fernandiz Lefebre), 39 лет — старший бортпроводник.
- Мириам Ремедиос де ла Пенья (исп. Miriam Remedios de la Peña), 24 года.
- Гильермо Валенсия Гино (исп. Guillermo Valencia Guinot), 53 года.
- Мария Елена Родригес дель Рей Бокаландро (исп. María Elena Rodríguez del Rey Bocalandro), 28 лет.
- Лазаро Серрано Мерида (исп. Lázaro Serrano Mérida), 32 года.
- Магали Грейв де Перальта Феррер (исп. Magaly Grave de Peralta Ferrer), 33 года.
- Морайма Гонсалес Прието (исп. Moraima González Prieto), 21 год.
- Марлен Гонсалес Ариас (исп. Marlene González Arias), 23 года.
- Сильвия Мария Перейра Хорхе (исп. Silvia Marta Pereira Jorge), 28 лет.
- Эйсебио Сангес Домингес (исп. Eusebio Sánchez Domínguez), 25 лет.

| Гражданство       | Пассажиры | Экипаж | Всего |
| ----------------- | --------- | ------ | ----- |
| Куба              | 35        | 13     | 48    |
| Гайана            | 11        | 0      | 11    |
| КНДР              | 5         | 0      | 5     |
| Барбадос          | 2         | 0      | 2     |
| Тринидад и Тобаго | 1         | 0      | 1     |
| Ямайка            | 1         | 0      | 1     |
| Венесуэла         | 1         | 0      | 1     |
| США               | 1         | 0      | 1     |
| Всего             | 57        | 13     | 70    |

Также на борту самолёта (в качестве пассажиров) находились 12 работников авиакомпании Cubana de Aviación, но во всех источниках они ошибочно указаны как «члены экипажа».

## Хронология событий

### Предшествующие обстоятельства
8 сентября 1976 года в 22:00 в Каракасе (Венесуэла) приземлился рейс из Никарагуа, на котором прибыл некто Карлос Луис Паниагуа (исп. Carlos Luis Paniagua); на самом деле под этим именем скрывался Орландо Бош Авила (исп. Orlando Bosch Ávila) — в прошлом кубинский революционер, а теперь известный антикоммунистический боевик и террорист. В Каракасе его встретил Луис Посада Каррилес (исп. Luis Posada Carriles) — также кубинский эмигрант и антикоммунист.
10 сентября Орландо Бош Авила познакомился (через Каррилеса) с венесуэльцем Эрнаном Рикардо Лосано (исп. Hernán Ricardo Lozano), работавшим в конторе Каррилеса и подрабатывавшим фоторепортёром для местных газет, и через несколько дней поставил ему задачу взорвать кубинский авиалайнер. Для выполнения задуманного Лосано привлёк своего друга и соотечественника Фредди Луго (исп. Freddy Lugo), который работал в министерстве горнодобывающей и нефтяной промышленности, и также (как и Лосано) подрабатывал газетным фоторепортёром. За обещанное вознаграждение по $ 25 000 Лосано и Луго должны были стать исполнителями теракта, тогда как Авила и Каррилес отвечали за его подготовку.
Вечером 5 октября в 20:35 в аэропорту Тимери в Джорджтауне (Гайана) приземлился авиалайнер Douglas DC-8-43 борт CU-T1201 авиакомпании Cubana de Aviación. На следующий день ему предстояло выполнить регулярный пассажирский рейс CU455 из Джорджтауна в Гавану (Куба) с промежуточными посадками в Порт-оф-Спейне (Тринидад и Тобаго), Бриджтауне (Барбадос) и Кингстоне (Ямайка). Лайнер был припаркован на стоянке №1 и находился ночью под наблюдением кубинской службы безопасности и сотрудников безопасности аэропорта. Этим же вечером в Венесуэле на одном из ранчо в окрестностях Каракаса Эрнан Рикардо Лосано и Фредди Луго встретились, чтобы обсудить последние детали. Их целью был как раз рейс CU455, причём он был выбран потому, что на нём должна была лететь молодёжная сборная Кубы по фехтованию (16 спортсменов), которые накануне выиграли золотые медали Центральноамериканского чемпионата. При этом Эрнан Рикардо Лосано получил фальшивый паспорт на имя Хосе Веласкес Гарсиа (исп. José Velázquez García), Фредди Луго от фальшивого паспорта отказался. В 00:00 террористы вылетели из Каракаса и через час прибыли в Порт-оф-Спейн, где остановились в гостинице «Holiday».

### Катастрофа
Утром 6 октября в Джорджтауне экипаж командира Переса получил необходимые документы на выполнение полёта и в 09:35 прибыл на самолёт. Вылет по расписанию должен был быть в 10:30, но по просьбе правительства Гайаны вылет задержали, чтобы на борт самолёта успела сесть делегация дипломатов из КНДР (5 человек), летевшая в Гавану. В 10:57 рейс CU455 вылетел из Джорджтауна. По заявлению сотрудников служб безопасности, все необходимые меры были соблюдены; однако отдельные пассажиры, высадившиеся с самолёта на промежуточных остановках, заявляли, что меры по безопасности в аэропорту Тимери не были выполнены полностью.
Тем временем в Порт-оф-Спейне террористы Лосано и Луго покинули гостиницу в 08:00 и выехали в аэропорт Пиарко. Там на кассе они сказали, что хотят приобрести авиабилеты на рейс CU455 до Кингстона (по другим данным — до Бриджтауна). Кассир Чарльз Мюррей (англ. Charles Murray) предупредил их, что кубинский рейс задерживается с прибытием, и поэтому может предложить на выбор 2 рейса других авиакомпаний, но венесуэльцы отказались. В 11:03 рейс 455 приземлился в Порт-оф-Спейне, где с него сошли 2 пассажира. Но в связи с забастовкой сотрудников авиакомпании British West Indies Airways (BWIA) транзитные пассажиры не высаживались, а потому уборка и проверка самолёта не проводились; в итоге экипаж с помощью 11 пассажиров приступил к стандартной проверке и регистрации садящихся на борт пассажиров. Среди прочих на рейс сели и Лосано с Луго, которые заняли места 27D и 27E. Несмотря на принятые в Порт-оф-Спейне меры безопасности, они смогли пронести на борт лайнера две пластиковые бомбы с часовым механизмом; проведённые впоследствии тесты на следы взрывчатых веществ на одежде Лосано и Луго также дали отрицательные результаты. Как впоследствии было указано в рассекреченных документах полиции, сама взрывчатка находилась в тюбиках от зубной пасты «Colgate», а часовые механизмы были замаскированы под радиоприёмники.
В 12:25 (16:25 GMT) рейс CU455 приземлился в аэропорту Сиуэтл в Бриджтауне. Вскоре началась подготовка к перелёту в Кингстон, при этом с самолёта сошли 18 пассажиров, в том числе и Лосано с Луго, а также сели 13 новых. Всего на борту самолёта находились 25 членов экипажа и 48 пассажиров, багаж был размещён в переднем грузовом отсеке. В 13:15 (17:15 GMT) рейс 455 взлетел с ВПП №09 и взял курс на Кингстон. Но через 8 минут, когда лайнер находился в 52 километрах от аэропорта Бриджтауна, взорвалась одна из бомб (в переднем грузовом отсеке). В 13:24 КВС доложил: У нас на борту взрыв — мы немедленно снижаемся! … У нас на борту пожар! Мы требуем немедленной посадки! У нас чрезвычайная ситуация! (англ. We have an explosion aboard — we are descending immediately! … We have fire on board! We are requesting immediate landing! We have a total emergency!). Затем пилоты развернули самолёт, предприняв попытку вернуться в аэропорт вылета, но затем (на глазах как минимум 23 свидетелей) с правой стороны самолёта появился дым, который свидетели поначалу приняли за сбой в работе двигателя №3 (правого внутреннего); но на самом деле это взорвалась вторая бомба (в хвосте самолёта). Потеряв управление, рейс CU455 вошёл в глубокий правый крен и опустил нос, и через 1 минуту (в 17:24 GMT) рухнул в Карибское море в 8 километрах от берега и полностью разрушился. Прибывшие к месту катастрофы корабли обнаружили только 15 тел и ни одного выжившего. Все 73 человека на борту самолёта погибли. Это крупнейший теракт в истории Карибского региона.

## Аресты и суды
К 13:30 террористы Лосано и Луго разместились в гостинице «Holiday» (то же название, что и у гостиницы в Порт-оф-Спейне), где и узнали об авиакатастрофе. Подозревая слежку, в 20:30 они прибыли в аэропорт и вскоре вылетели в Порт-оф-Спейн, так как прямых рейсов из Бриджтауна в Каракас не было. Но следуя в такси по дороге в гостиницу, Луго от волнения начал обсуждать случившееся, не подозревая, что подвозивший их таксист Эрик Джонсон (англ. Eric Johnson) достаточно хорошо знал испанский язык (на Тринидаде и Тобаго официальным языком является английский). Доставив пассажиров в гостиницу «Holiday», таксист приехал в полицейский участок, где рассказал о подозрительных пассажирах. Прослушка телефонных разговоров, совершённых Эрнаном Рикардо Лосано из гостиничного номера в Каракасе, подтвердила подозрения, и утром следующего дня (7 октября) обоих подозреваемых арестовали. Поначалу те молчали, но вскоре начали давать показания, на основании которых вскоре в Каракасе были арестованы Луис Посада Каррилес и Орландо Бош Авила, которых обвинили в пособничестве.
20 октября власти Барбадоса, Венесуэлы, Тринидада и Тобаго, Гайаны и Кубы приняли решение, что суд над всеми четырьмя будет проходить в Венесуэле (обвиняемые являлись гражданами этой страны), поэтому Тринидад и Тобаго выдал Венесуэле Эрнана Рикардо Лосано и Фредди Луго. Всех четверых поместили в тюрьму «Сан Карлос» в Каракасе. В 1977 году расследованием дела о теракте рейса CU455 занялось армейское судебное ведомство. В июле 1978 года прокурор потребовал приговорить Орландо Боша Авилу к 25 годам лишения свободы, а Луиса Посада Каррилеса, Эрнана Рикардо Лосано и Фредди Луго на сроки от 22 до 26 лет. Однако в 1980 году военный суд оправдал всех четверых.